# Pierre Brûlart de Genlis
Pierre Brûlart, dit le Capitaine de Crosne, né à Paris en mars 1535 et mort dans la même ville le 3 avril 1608 est un homme d'État français.
Il est chevalier, seigneur et baron de Crosne, d'Abbécourt,  de Genlis, Daillecourt, Chapet et Triel.

## Biographie
Pierre  Brûlart fut Conseiller  et Secrétaire du Charles IX en 1557, Secrétaire d'État, le 8 juin 1569, Secrétaire de Ses Commandements, et Henri III et Secrétaire d'État aux Affaires étrangères du 8 juin 1569 à 1588, ainsi que ceux de la Reine Catherine de Médicis, en 1564. Vers 1583 il fut trésorier de l'Ordre du Saint-Esprit
À la mort de Florimond III Robertet, baron d'Alluye, le roi Charles IX le nomma secrétaire d'État par lettres du 8 juin 1569.
Il fut au mariage du Roi avec Élisabeth d'Autriche, fit la lecture du contrat et en signa la ratification.
Le Roi le chargea de ses ordres secrets lors des désordres survenus à Anvers par les mauvais conseils et la violence naturelle du duc d'Alençon.
Il mourut le 12 avril 1608 (incohérent avec la date de décès dans le tableau de synthèse / biographie qui indique le 3 avril 1608), âgé de 73 ans, et fut inhumé dans sa Chapelle en l’Église Collégiale et Paroissiale Saint-Benoît-le-Bétourné.

## Famille

### Ascendance et fratrie
Pierre Brûlart de Genlis est le fils de Noël Brûlart (1486-1557), seigneur de Crosne, et d'Isabeau Bourdin († 1589), dame de Chapet. Il est le frère d'une famille de 11 enfants dont: Nicolas II Brûlart de Crosne, abbé des abbayes de Saint-Martin d'Autun, de Joyenval, conseiller du roi et maître des requêtes de Anne et Catherine toutes deux religieuses bénédictines à l'abbaye de Montmartre, et Marie religieuse dominicaine au Prieuré Saint-Louis de Poissy, et Jacques, abbé de abbaye Saint-Jean de Mélinais, chanoine de Notre-Dame de Paris, conseiller et maître des requêtes ordinaire de l'Hôtel du Roi. Son frère Denis Ier est 1er Président du Parlement de Dijon, une autre de ses sœur Ambroise, épouse Raoul Avrillot seigneur de Champlâtreux, et conseiller au Parlement de Paris, Madeleine, épouse Thierry Cauchon, avocat au Parlement de Paris, et seigneur de Condé-sur-Noireau, Jehanne, épouse Jehan Gauchery, conseiller, notaire et secrétaire du roi et de Ses Finances, seigneur de Grand-Champ, Marguerite, née en décembre 1530 à Paris, épouse de Louis Alleaume, Lieutenant-Général au Châtelet, puis au Présidial d'Orléans, seigneur de Verneuil.

### Descendance
Pierre Brûlart de Crosne, âgé de 37 ans, épouse par contrat de mariage du 20 septembre 1571, Madeleine Chevalier, fille de Joseph Chevalier, seigneur de Malpierre, et d'Agnès de Chambly. Il est le fondateur de la branche des Brûlart de Genlis. Le couple aura 7 fils et 3 filles :
- Gilles Brûlart, chevalier, seigneur de Genlis, Crosne, Abbécourt, et Triel, Marizelle, Bichancourt, Bac, Arblincourt, etc., Bailli de Chauny, gentilhomme ordinaire de la Chambre du Roi, doyen des Conseillers du Roi au Conseil d'État, épouse en premières noces Anne de Halluin (morte en 1607) et en secondes noces avec Claude Aux-Épaules. Il eut 5 enfants du 1er lit, dont Florimond (1601-1685), qui fut créé marquis de Genlis en 1645, et continua.
- Charles Ier Brûlart de Genlis, dit « Léon », (mort le 25 juillet 1649), chanoine de la Cathédrale de Paris, conseiller au Parlement, abbé de l'abbaye Saint-Pierre de Neauphle-le-Vieux, et de Joyenval, prieur de l'abbaye Saint-Magloire de Léhon, conseiller au Parlement, diplomate pour le père Joseph ; il fut ambassadeur à Venise (1612-1615, 1631), et à la Diète de Ratisbonne en 1630, conseiller ordinaire puis doyen du Conseil d'État. Postérité : un enfant naturel.
- Noël Brûlart de Genlis (mort en 1597) au siège d'Amiens, écuyer, seigneur de Crosne, Enseigne d'une compagnie d'infanterie.
- Pierre Brûlart de Genlis, Pierre II en religion, abbé de l'abbaye Saint-Martin d'Autun, de Joyenval, conseiller au Grand Conseil.
- Nicolas Brûlart de Genlis (mort le 27 octobre 1659, seigneur du Broussin, du Boul(l)ay, baron d'Orsonville, Poligny, Roussières et Souppes (en partie), chambellan du duc Gaston d'Orléans, capitaine d'une compagnie de cavalerie en Hollande, époux de Marie (alias Madeleine Cerisier(s), veuve de Pierre Brûlart de Sillery, seigneur de Vaux. Postérité 6 enfants.
- Louis-Roger Brûlart de Genlis, seigneur de Broussin et du Rancher, baron de Sousville, vend Chapet en octobre 1613, époux de Madeleine Colbert de Villacerf (morte 27 février 1690). Postérité des seigneurs du Ranché et du Broussin.
- Madeleine Brûlart, épouse François Robertet, chevalier, seigneur et baron d'Alluye, Bury et Corus. Sans postérité.
- Marie Brûlart de Genlis, épouse à Paris en premières noces François de Mailloc, et en secondes noces François de Raveton.
- Élisabeth Brûlart de Genlis, (Madeleine) en religion, abbesse de l'abbaye Saint-Antoine-des-Champs de Paris.

### Seigneurie de Triel
« Depuis une époque reculée, Triel était le siège d'une prévôté royale dont dépendaient plusieurs paroisses : Vaux, Andrésy, Maurecourt, Conflans Ste Honorine, Verneuil, Vernouillet.
Cette prévôté fait partie du domaine du roi qui fut le seul seigneur de la terre de Triel jusqu'à la fin du XVIe siècle, date à laquelle apparaissent des seigneurs engagistes, sans que soient affectés les droits de propriétaire du roi.
Les biens tenus par engagement de sa majesté comprenaient, outre la terre et la seigneurie de Triel ayant haute, moyenne et basse justice, la prévôté avec la faculté de nommer et de présenter à la personne du roi aux offices de conseiller du Roi, président, prévôt royal, juge civil et criminel, enquêteur et examinateur et à ceux de notaire, tabellion et greffier dans l'étendue de ladite prévôté, autant d'officiers de justice que nous voyons intervenir dans les procès, inventaires et autres affaires passées devant la cour de Triel.
Le premier seigneur engagiste fut le 19 août 1574, Mgr Pierre Brulart, chevalier, conseiller du Roi, secrétaire d'État et de ses finances, qui l'acquiert des commissaires du Roi, à la suite de l'aliénation de la seigneurie de Jeanne Février. Il sera suivi en 1620 de Charles Brulart.
Pour le XVIIIe siècle, le recoupement des sources permet d'établir la liste suivante :
Marquise de Montperoux (?-1742), laquelle vendit la seigneurie à François Aleaume, ancien marchand (1742-1744). »